# Licos del Pont oriental
El Licos del Pont oriental era un riu de la part oriental del Pont, afluent de l'Acampsis o Apsorros, que correspon probablement al modern Gorgoro.
El Pont presentava, a més, una altra conca fluvial amb el mateix nom, un afluent occidental de l'Iris i que actualment és conegut com a Kulei Hissar. Les seves fonts es troben als turons del Regne Armeni de Cilícia. Aquest riu segueix inicialment una direcció cap a l'oest i després gira cap al nord, travessant Nicòpolis abans de desembocar a l'Iris a Magnòpolis.